# Ognissanti in Via Appia Nuova
Ognissanti in Via Appia Nuova (zu deutsch: Allerheiligenkirche an der Via Appia Nuova) ist eine Titeldiakonie und Pfarrkirche im römischen Quartier Appio-Latino. Sie wird von den Söhnen der göttlichen Vorsehung betreut.

## Geschichte
Luigi Orione erhielt 1908 von Papst Pius X. den Auftrag, die Gegend außerhalb von Porta San Giovanni zu evangelisieren. Er baute eine kleine Kapelle, die allen Heiligen gewidmet war. Diese wurde dann, als die Pfarrei wuchs, durch eine größere Kirche ersetzt.
Der Bau wurde mit der Grundsteinlegung in Anwesenheit von Kardinalvikar Basilio Pompili begonnen. Der Entwurf stammte von Tullio Passarelli und Camillo Karl Schneider. Während des Ersten Weltkrieges ruhten die Bauarbeiten und wurden 1920 fertiggestellt. Am 31. Oktober 1920 wurde die Kirche von Vicegerent Giuseppe Palica geweiht. Am 29. Juni 1927 wurden in Anwesenheit von Basilio Pompili fünf Glocken geweiht.
Papst Benedikt XV. gründete mit der Päpstliche Bulle Nihil Sedi Apostolicae am 4. November 1919 die Pfarrei aus dem Gebiet von San Giovanni in Laterano. Die Grenzen wurden von Kardinalvikar Francesco Marchetti Selvaggiani mit dem Dekret Donec nova constituatur Paroecia am 16. Januar 1934 festgelegt.
Angelo Giuseppe Roncalli, der spätere Papst Johannes XXIII., besuchte die Kirche am 28. März 1921 privat.
Am 7. März 1965 besuchte Papst Paul VI. die Pfarrei und feierte erstmals die Messe in italienischer Sprache in der ersten nachkonzilianen Version des Römischen Ritus. Hier wurden bestimmte Teile in Volkssprache und andere Teile wie der Kanon in lateinische Sprache gefeiert.
Am 29. April 1969 wurde die Kirche von Papst Paul VI. zur Titeldiakonie erhoben.
Es wurden mehrere Renovierungen durchgeführt. Die wichtigste war zwischen 1985 und 1991 und beinhaltete auch eine Altarraumneugestaltung.
Am 3. März 1991 wurde die Pfarrei von Papst Johannes Paul II. und am 7. März 2017 von Papst Franziskus anlässlich des 50. Jahrtages der Messe von Papst Paul VI. besucht.

## Beschreibung
Die Fassade besteht aus roten Ziegelsteinen mit einer Trifora im oberen Mittelteil. Im unteren Bereich sind drei Türen. Der Campanile hat vier Stockwerke und ist etwas versteckt.

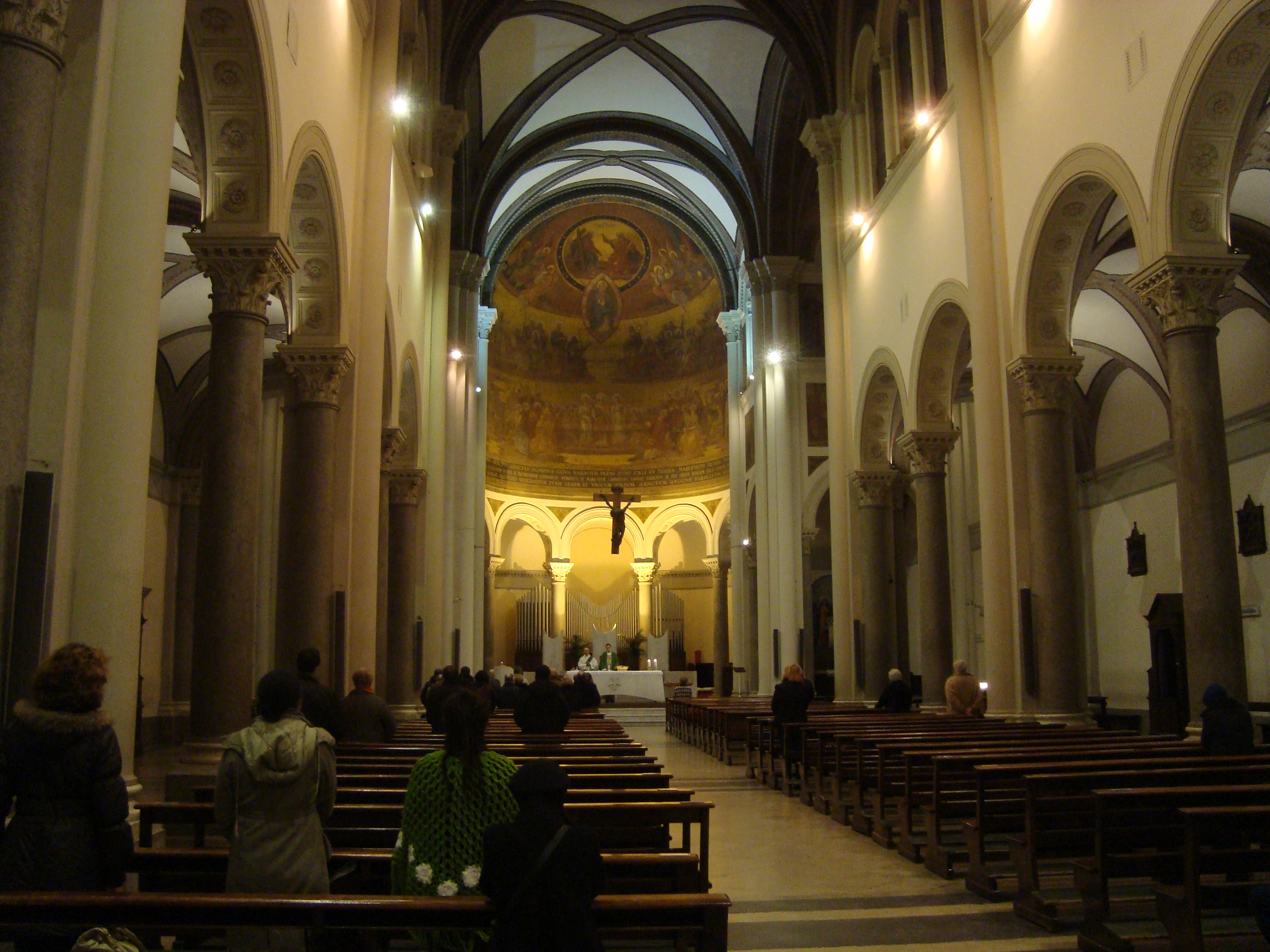
Innenansicht

Der Innenraum ist ein lateinisches Kreuz mit drei Kirchenschiffen, die durch Arkaden abgeteilt sind. Im rechten Kirchenschiff ist eine Statue, die von Papst Pius XI. gespendet wurde und die Pietà darstellt. Es wurde auch eine Tafel angebracht, um an die erste Messe in Landessprache durch einen Papst zu erinnern.
Im Mittelschiff sind Fenster mit Glasmalereien von verschiedenen Heiligen wie die Marienerscheinung von Lourdes, Pius X. und Don Orione. Philipp Neri und die Märtyrer von Lorenzo werden im Seitenschiff als Fresko dargestellt.
Das Mittelschiff endet neben einem Querschiff mit einer halbkreisförmigen Apsis. Auf dem Chorumgang ist eine Orgel aus dem Jahre 1965 mit elektrischer Traktur, 18 Registern, zwei Manualen und einem Pedal.

## Kardinaldiakon
Die bisherigen Titelträger waren:
- Giuseppe Paupini, italienischer Kurienkardinal, 30. April 1969 – 30. Juni 1979, Kardinalpriester pro hac vice 30. Juni 1979 – 8. Juli 1992
- Mikel Koliqi, Generalvikar des Erzbistum Shkodra, 26. November 1994 – 28. Januar 1997
- Alberto Bovone, italienischer Kurienkardinal, 21. Februar 1998 – 17. April 1998
- Walter Kasper, Präsident des Päpstlichen Rates zur Förderung der Einheit der Christen, 21. Februar 2001 – 21. Februar 2011, Kardinalpriester pro hac vice seit dem 21. Februar 2011